# Vita di famiglia (film 1971)
Vita di famiglia è un film del 1971 scritto e diretto da Krzysztof Zanussi, presentato in concorso al 24º Festival di Cannes.

## Riconoscimenti
- 1972 - Semana Internacional de Cine de Valladolid
  - Premio San Gregorio